# Lekkoatletyka na Letnich Igrzyskach Olimpijskich 1988 – skok o tyczce mężczyzn
Skok o tyczce mężczyzn podczas XXIV Letnich Igrzysk Olimpijskich w Seulu rozegrano 26 (kwalifikacje) i 28 września 1988 (finał) na  Stadionie Olimpijskim. Zwycięzcą został reprezentant Związku Radzieckiego Serhij Bubka, który ustanowił rekord olimpijski z wynikiem 5,90 m.

## Rekordy

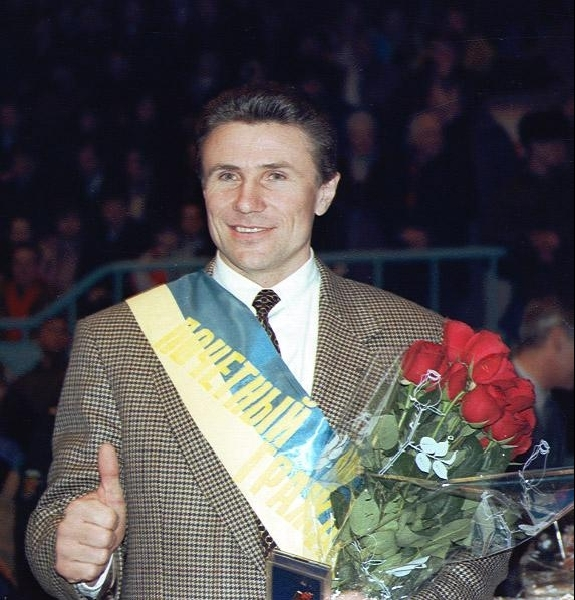
Serhij Bubka

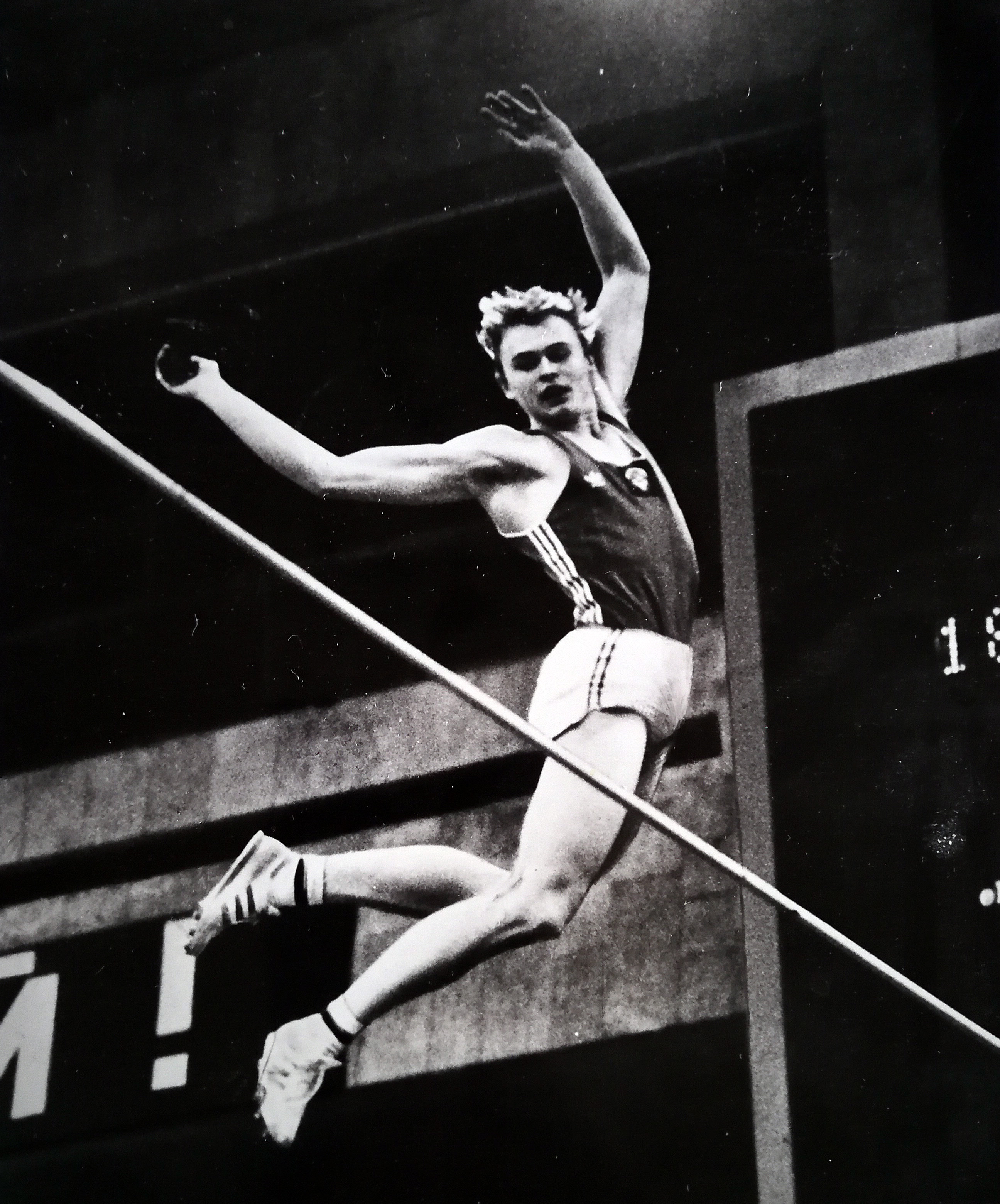
Grigorij Jegorow

|                   | Zawodnik              | Narodowość | Wynik | Data               | Miejsce |
| ----------------- | --------------------- | ---------- | ----- | ------------------ | ------- |
| Rekord świata     | Serhij Bubka          | ZSRR       | 6,06  | 10 lipca 1988(dts) | Nicea   |
| Rekord olimpijski | Władysław Kozakiewicz | Polska     | 5,78  | 30 lipca 1980(dts) | Moskwa  |

## Wyniki
| Poz. - pozycja |
| – rekord świata \| – rekord krajowy \| – rekord życiowy \| = – wyrównany rekord życiowy \| · – najlepszy wynik w sezonie \| = – wyrównany najlepszy wynik w sezonie \| – rekord olimpijski |
| Fn – falstart \| DNF – nie ukończył \| DNS – nie wystartował \| DSQ – zdyskwalifikowany |

### Kwalifikacje
Do finału awansowali zawodnicy, którzy osiągnęli minimum 5,55 m (Q), względnie 12 najlepszych (gdyby mniej niż 12 zawodników osiągnęło minimum). Skoczkowie startowali w dwóch grupach (A i B).
| Poz. | Grupa | Zawodnik            | Reprezentacja     | 5,10 | 5,20 | 5,30 | 5,40 | 5,45 | 5,50 | 5,55 | Wynik | Uwagi |
| ---- | ----- | ------------------- | ----------------- | ---- | ---- | ---- | ---- | ---- | ---- | ---- | ----- | ----- |
| 1.   | A     | Serhij Bubka        | ZSRR              | –    | –    | –    | –    | –    | o    | –    | 5,50  | q     |
| 1.   | A     | Rodion Gataullin    | ZSRR              | –    | –    | –    | –    | –    | o    | –    | 5,50  | q     |
| 3.   | A     | Grigorij Jegorow    | ZSRR              | –    | –    | –    | –    | o    | –    |      | 5,45  | q     |
| 4.   | A     | Mirosław Chmara     | Polska            | –    | –    | –    | o    | –    |      |      | 5,40  | q     |
| 4.   | B     | Marian Kolasa       | Polska            | –    | –    | o    | o    | –    |      |      | 5,40  | q     |
| 4.   | A     | Earl Bell           | Stany Zjednoczone | –    | –    | –    | o    | –    | –    | x-   | 5,40  | q     |
| 4.   | A     | Kory Tarpenning     | Stany Zjednoczone | –    | –    | –    | o    | –    | –    | x-   | 5,40  | q     |
| 8.   | B     | Asko Peltoniemi     | Finlandia         | –    | –    | xxo  | o    | –    |      |      | 5,40  | q     |
| 9.   | A     | Hermann Fehringer   | Austria           | –    | –    | o    | xo   | –    | –    | x–   | 5,40  | q     |
| 9.   | A     | Philippe Collet     | Francja           | –    | –    | –    | xo   | –    |      |      | 5,40  | q     |
| 9.   | B     | Billy Olson         | Stany Zjednoczone | –    | –    | –    | xo   | –    |      |      | 5,40  | q     |
| 9.   | B     | Philippe d’Encausse | Francja           | –    | o    | –    | xo   | –    |      |      | 5,40  | q     |
| 9.   | B     | István Bagyula      | Węgry             | o    | o    | o    | xo   | –    |      |      | 5,40  | q     |
| 9.   | B     | Zdeněk Lubenský     | Czechosłowacja    | –    | o    | –    | xo   | –    |      |      | 5,40  | q     |
| 15.  | B     | Thierry Vigneron    | Francja           | o    | o    | xo   | xo   | –    |      |      | 5,40  | q     |
| 16.  | B     | Kim Chul-kyun       | Korea Południowa  | xxo  | xo   | xo   | xxx  |      |      |      | 5,30  |       |
| 17.  | B     | Paul Just           | Kanada            | xo   | o    | xxo  | xxx  |      |      |      | 5,30  |       |
| –    | A     | Atanas              | Bułgaria          | –    | –    | –    | xxx  |      |      |      | NM    |       |
| –    | B     | Lee Jae-bok         | Korea Południowa  | xxx  |      |      |      |      |      |      | NM    |       |
| –    | B     | Javier García       | Hiszpania         | xxx  |      |      |      |      |      |      | NM    |       |
| –    | B     | Andy Ashurst        | Wielka Brytania   | xxx  |      |      |      |      |      |      | NM    |       |

### Finał
| Poz. | Zawodnik            | Reprezentacja     | 5,10 | 5,25 | 5,40 | 5,50 | 5,50 | 6,65 | 5,70 | 5,75 | 5,80 | 5,85 | 5,90 | 5,95 | Wynik | Uwagi |
| ---- | ------------------- | ----------------- | ---- | ---- | ---- | ---- | ---- | ---- | ---- | ---- | ---- | ---- | ---- | ---- | ----- | ----- |
| 1.   | Serhij Bubka        | ZSRR              | –    | –    | –    | –    | –    | –    | xo   | –    | –    | –    | xxo  | –    | 5,90  | [ 1 ] |
| 2.   | Rodion Gataullin    | ZSRR              | –    | –    | –    | –    | –    | –    | o    | –    | –    | xxo  | –    | xxx  | 5,85  |       |
| 3.   | Grigorij Jegorow    | ZSRR              | –    | –    | –    | o    | –    | –    | xo   | –    | o    | –    | xxx  |      | 5,80  |       |
| 4.   | Earl Bell           | Stany Zjednoczone | –    | –    | o    | –    | o    | –    | o    | xxx  |      |      |      |      | 5,70  |       |
| 5.   | Philippe Collet     | Francja           | –    | –    | –    | xo   | –    | –    | xo   | xxx  |      |      |      |      | 5,70  |       |
| 5.   | Thierry Vigneron    | Francja           | –    | xo   | –    | o    | o    | –    | xo   | xr   |      |      |      |      | 5,70  |       |
| 7.   | István Bagyula      | Węgry             | o    | o    | o    | o    | o    | xxx  |      |      |      |      |      |      | 5,60  |       |
| 8.   | Philippe d’Encausse | Francja           | –    | –    | o    | x–   | xo   | –    | xxx  |      |      |      |      |      | 5,60  |       |
| 9.   | Asko Peltoniemi     | Finlandia         | –    | –    | o    | –    | xxo  | –    | xxx  |      |      |      |      |      | 5,60  |       |
| 10.  | Kory Tarpenning     | Stany Zjednoczone | –    | –    | –    | o    | –    | xxx  |      |      |      |      |      |      | 5,50  |       |
| 11.  | Zdeněk Lubenský     | Czechosłowacja    | –    | xo   | –    | o    | –    | xxx  |      |      |      |      |      |      | 5,50  |       |
| 12.  | Billy Olson         | Stany Zjednoczone | –    | –    | –    | xxo  | –    | xxx  |      |      |      |      |      |      | 5,50  |       |
| 13.  | Hermann Fehringer   | Austria           | –    | o    | o    | xxx  |      |      |      |      |      |      |      |      | 5,40  |       |
| –    | Mirosław Chmara     | Polska            | –    | –    | –    | –    | xxx  |      |      |      |      |      |      |      | NM    |       |
| –    | Marian Kolasa       | Polska            | –    | –    | –    | xxx  |      |      |      |      |      |      |      |      | NM    |       |